# Pantanalkajman
Pantanalkajman (Caiman yacare) är ett krokodildjur som förekommer i Sydamerika och tillhör släktet kajmaner. IUCN kategoriserar arten globalt som livskraftig.
Utbredningsområdet är norra Argentina, södra Brasilien, södra Bolivia, och Paraguay.

## Underarter
Arten delas in i följande underarter:
- C. y. medemi
- C. y. yacare